# Estação Ferroviária de Soledade
A Estação Ferroviária de Soledade é uma estação ferroviária localizada no município de Soledade, Paraíba. Inaugurada no ano de 1956, a estação encontra-se atualmente abandonada.
A referida estação integrava o ramal de Campina Grande, que inicialmente partia desde Itabaiana até a cidade de Campina Grande e depois de concluída a ligação entre Sousa-Pombal, Pombal-Patos e Patos-Campina, ligou-se com o Ceará.

## Histórico
O ramal de Campina Grande, do qual a Estação Soledade fazia parte, partia da ferrovia da Great Western, que ligava Recife a Natal. O ramal da Paraíba foi prolongado de Sousa até Patos, em 1944 e em 1958, completou a ligação férrea entre o Ceará e a Paraíba ou Pernambuco.
O trecho entre Campina Grande e Patos foi aberto em 1958, mas os trens já cruzavam a região antes disso, assim como a Estação Soledade, construída pela Rede Ferroviária do Nordeste (RFN), foi inaugurada em 1956, vindo a ser desativada em 1997, encontrando-se abandonada.

## Localização
Construída ao lado da zona urbana de Soledade, a estação situava-se à altura do quilômetro 298 do Ramal de Campina Grande (de bitola métrica). Tinha como estações próximas a de Juazeirinho e a de Engenheiro Benévolo.